# Latrodectus karrooensis
Latrodectus karrooensis là một loài nhện trong họ Theridiidae.